# Anastasis (album)
Pour les articles homonymes, voir Anastasis.
Albums de Dead Can Dance
Memento
(2003) In Concert
(2013)
Anastasis est le titre du huitième album studio du duo Dead Can Dance (le neuvième si l'on compte le live Toward the Within dans la discographie album). L'album sort officiellement le 9 août 2012, soit 16 ans après leur dernier disque ensemble.

## Titres de l'album
1. Children of the Sun – 7:33
2. Anabasis – 6:50
3. Agape – 6:54
4. Amnesia – 6:36
5. Kiko – 8:01
6. Opium – 5:44
7. Return of the She-King – 7:51
8. All in Good Time – 6:37